# Østerfjolde
Østerfjolde (dansk) eller Ostenfeld (tysk) er en landsby og kommune beliggende ved Trenen cirka 12 km øst for Husum i Sydslesvig. Administrativt hører kommunen under Nordfrislands kreds i den nordtyske delstat Slesvig-Holsten. Kommunen samarbejder på administrativt plan med andre kommuner i omegnen i Nordsø-Trene kommunefællesskab (Amt Nordsee-Treene). Østerfjolde er sogneby i Østerfjolde Sogn. Sognet lå i Sønder Gøs Herred (Husum Amt, Sønderjylland), da området tilhørte Danmark.
På sønderjysk skrives stednavnet Østenfjolj.

## Geografi
Kommunen omfatter landsbyen Østerfjolde samt bebyggelser Brendhørn, Drellborg, Rød (Rott), Smøl (Schmöl), Stumpen, Østerfjolde Mark og Østervang (Osterwang). Omegnen består et højere gest med mindre skovpartier og kratskov og en lavere del med marskenge og tørvemoser såsom den syd for byen beliggende Vildmose. Øst for landsbyen ligger Sundsbjerg.

## Historie
Østerfjolde/Ostenfeld tilhører den gruppe af landsbyer i omegnen, som har stednavnendelse -fjolde. Gruppen omfatter (ud over Østerfjolde) Fjolde, Højfjolde, Arenfjolde og Arenfjoldemark. Endelsen stammer fra gammeldansk Fialdæ og beytder dyrket jord. Den historiske forbindelse mellem fjolde-byerne er dog uklar.
Stednavnet Drellborg er sammensat af oldnordisk þræll for træl og borg. Stednavnet Rød (Rott) henviser til et ryddet sted .
Hverdagssproget i Østerfjolde og omegnen er i dag overvejende tysk, men omkring 1830 taltes der endnu dansk.
Østerfjolde Kirke er fra 1772.

### Ostenfeldgården
Et hallehus fra Østerfjolde (Ostenfeldgården) er flyttet til Frilandsmuseet i Kongens Lyngby.